# So, Who's Paranoid?
So, Who's Paranoid? è il decimo album in studio del gruppo musicale punk-rock inglese The Damned, pubblicato nel 2008.

## Storia
Nel 2004 Patricia Morrison lasciò il gruppo e venne sostituita dal  bassista Stu West. Anticipato dal singolo "Little Miss Disaster", pubblicato nel 2005, il nuovo album venne pubblicato tre anni dopo.

## Tracce
1. A Nation Fit for Heroes – 3:57
2. Under the Wheels – 5:02
3. Dr. Woofenstein – 5:54
4. Shallow Diamonds – 3:34
5. Since I Met You – 4:07
6. A Danger to Yourself – 4:04
7. Maid for Pleasure – 4:34
8. Perfect Sunday – 4:42
9. Nature's Dark Passion – 4:11
10. Little Miss Disaster – 4:23
11. Just Hangin' – 3:58
12. Nothing – 3:41
13. Dark Asteroid – 14:02

## Formazione
- Dave Vanian - voce
- Captain Sensible - chitarra
- Monty Oxy Moron - tastiere
- Pinch - batteria
- Stu West - basso